# Wallace & Gromit

Wallace e Gromit

Wallace e Gromit sono due personaggi immaginari protagonisti di una serie di 4 cortometraggi, partiti nel 1989, e di due lungometraggi britannici del 2005 e 2024, creati da Nick Park, animatore e produttore della Aardman Animations. Tutti i personaggi sono stati realizzati con plastilina, modellata su armature di fil di ferro, e filmati con la tecnica dello stop motion. Questo processo viene chiamato anche claymation, anche se questo nome è un marchio registrato dei Will Vinton Studios e dovrebbe riferirsi correttamente solo alle loro produzioni.
Wallace è un bizzarro inventore, distratto e svagato ma simpatico, che abita in un piccolo paesino inglese del Wigan. Adora il formaggio (in particolare il formaggio inglese Wensleydale) ed è sempre accompagnato dal suo cane Gromit, molto intelligente ed intraprendente. Wallace è stato doppiato in originale dall'attore Peter Sallis fino al suo ritiro dalle scene nel 2010, sostituito poi da  Ben Whitehead; Gromit è invece totalmente silenzioso e comunica solo attraverso la gestualità.
I film sono stati tradotti in oltre 20 lingue e il duo è diventato un fenomeno su larga scala, guadagnandosi il titolo di icone della cultura inglese e dei britannici in generale.
Nella versione originale i protagonisti parlanti hanno un accento dello Yorkshire.
Nel gennaio 2022 è stato annunciato un nuovo film d'animazione, uscito il 3 gennaio 2025 su Netflix in tutto il mondo, ad eccezione del Regno Unito, dove è stato presentato in anteprima sulla BBC il 25 dicembre 2024, prima di arrivare sulla piattaforma streaming in un secondo momento.

## Personaggi

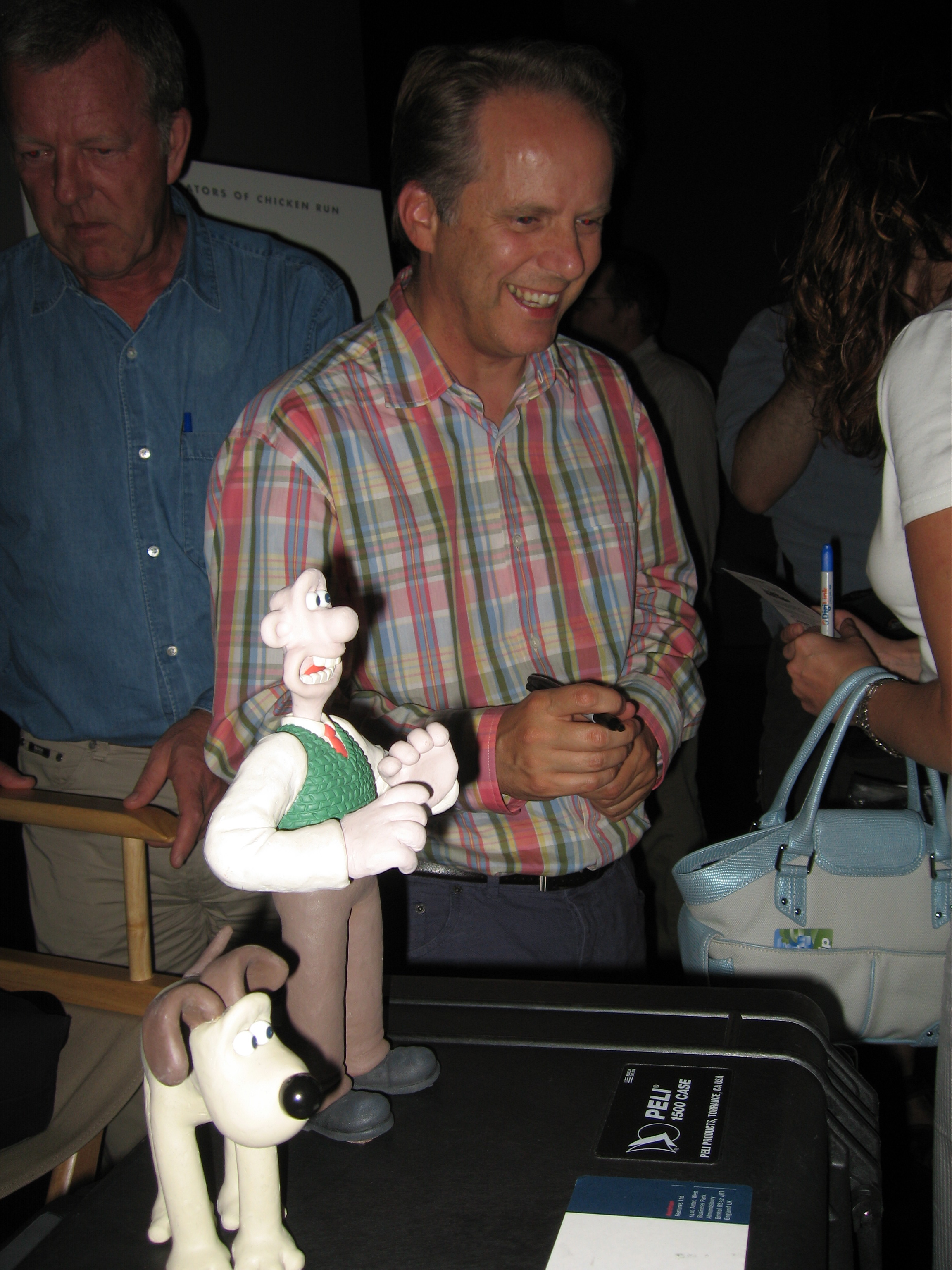
Nick Park con i pupazzi originali del duo nel 2005

### Wallace
Wallace è un signore che vive al civico 62 di West Wallaby Street, a Wigan, nel Lancashire. Non si conosce il suo cognome. Sovrappeso e pelato, indossa abitualmente una camicia bianca, un paio di pantaloni marroni di lana, un maglione verde e una cravatta rossa. 
Wallace è un inventore geniale e al contempo distratto, poiché i complessi meccanismi che crea spesso non funzionano come dovrebbero, essendo basati sul principio secondo cui un lanciafiamme servirebbe per accendersi una sigaretta. Alcuni di essi sono basati su invenzioni realmente esistite: il letto che fa parte del metodo ideato da Wallace per svegliarsi la mattina è simile al letto che si solleva per svegliare il suo occupante presentato da Theophilus Carter alla Grande Esposizione di Londra del 1851 e ricorda anche un'invenzione realizzata in Giappone che serve ad assicurare un risveglio puntuale. Le sue invenzioni ricalcano apparecchi e macchinari raffigurati nei fumetti di Rube Goldberg e Heath Robinson e il loro (mal)funzionamento è l'argomento predominante delle storie.
Caratterialmente è di animo gentile, accomodante, ingenuo, eccentrico e piuttosto ottimista; Nick Park lo ha ideato ispirandosi principalmente alla figura di suo padre. Raramente si arrabbia e i suoi cibi preferiti sono il formaggio (in particolare della varietà Wensleydale) e i crackers e ama bere tè oppure, nelle occasioni speciali, vino Bordeaux. Tuttavia odia le verdure. Sue letture abituali sono il Morning Post, l'Afternoon Post, l'Evening Post e, ogni tanto, la rivista Ay-Up (parodia di un tabloid inglese chiamato "Hello!"; "Ay-up!" è una forma regionale di saluto confidenziale).
Nella versione italiana è doppiato nei primi tre cortometraggi da Mario Brusa, da Mino Caprio nel quarto episodio (Il mistero dei 12 fornai assassinati) e nella serie di corti Cracking Adventures, da Danilo De Girolamo nel primo film e Franco Mannella nel secondo.

### Gromit
Gromit è un beagle antropomorfo e il leale cane domestico di Wallace, che spesso gli funge da assistente. È nato il 12 febbraio e si è laureato alla "Dogwarts University" (un riferimento scherzoso a Hogwarts, scuola del mondo di Harry Potter). 
È molto intelligente, creativo, calmo, gentile e sensibile, spesso il più saggio dei due. È bravo a lavorare a maglia e ha familiarità con l'ingegneria meccanica (il suo nome deriva infatti da grommet, termine inglese che designa degli anelli che servono a isolare i fili elettrici). È molto legato al suo padrone e gli rimane fedele nonostante i guai spesso causati dalle sue invenzioni. I principali oggetti di sua proprietà sono una sveglia, un osso, una spazzola e una foto incorniciata di lui con il padrone.
Gromit non parla, non abbaia e non emette mai nessun suono (a parte in I pantaloni sbagliati e in Una tosatura perfetta, dove emette dei piccoli uggiolii e un brontolio), ma comunica attraverso le espressioni facciali (con i movimenti degli occhi e delle sopracciglia) e il linguaggio del corpo. Il creatore Nick Park afferma: «Siamo una nazione di amanti dei cani e molte persone mi hanno detto cose come “il mio cane mi guarda come farebbe Gromit!”».
In generale, i gusti di Gromit sono più moderni di quelli di Wallace. Gli piace giocare a scacchi, risolvere puzzle, cucinare, bere il tè, ascoltare musica di Bach e leggere. Le sue letture preferite sono state denominate sfruttando numerosi giochi di parole basati sui cani e sui nomi di scrittori ed opere letterarie realmente esistenti, ad esempio:
- "Pluto's Republic", un gioco di parole tra Plato's Republic (La Repubblica di Platone) e Pluto, il cane di Topolino;
- "Delitto e castigo di Fido Dogstoevsky", un gioco di parole con il nome Fëdor Dostoevskij, reale autore del romanzo Delitto e castigo;
- "Electronics for Dogs";
- "Men are from Mars, Dogs are from Pluto", parodia del libro Men are from Mars, Women are from Venus (la battuta sta nel fatto che Pluto è sia il nome di un popolare cane dell'universo Disney, sia il nome inglese del pianeta Plutone).

## L'incendio agli studi Aardman
Il 10 ottobre 2005 un incendio in un magazzino di Bristol di proprietà della Aardman ha distrutto buona parte dei set e degli oggetti dei film di Wallace e Gromit. Nick Park ha affermato che i pupazzi originali dei due erano in una valigia da lui portata nel corso di un tour mondiale, e pertanto si sono salvati; altri pupazzi facevano parte di un'esibizione viaggiante e non erano nel magazzino al momento del fatto, mentre alcuni, come Wallace e Gromit in sidecar, sono andati perduti. Le pellicole comunque si sono salvate perché non erano state messe assieme agli oggetti di scena.
Sembra che la causa dell'incendio sia stata un guasto elettrico al piano terra dell'edificio, probabilmente a causa del malfunzionamento dell'impianto di sorveglianza.

## I corti
Wallace e Gromit sono comparsi in quattro cortometraggi di mezz'ora, una campagna televisiva, una serie di brevi animazioni destinate alla rete e due lungometraggi.

### I cortometraggi
- Una fantastica gita (A Grand Day Out) (1989) (premio BAFTA come Miglior Film Animato, nominato agli Oscar come Miglior Cortometraggio Animato)
- I pantaloni sbagliati (The Wrong Trousers) (1993) (premio BAFTA come Miglior Film Animato, premio Oscar come Miglior Cortometraggio d'Animazione)
- Una tosatura perfetta (A Close Shave) (1995) (premio BAFTA come Miglior Animazione, premio Oscar come Miglior Cortometraggio d'Animazione).
- Questione di pane o di morte (A Matter of Loaf and Death) (2008) (intitolato anche Il mistero dei 12 fornai assassinati)

### TV
Wallace e Gromit sono apparsi nella campagna televisiva della BBC per il Natale del 1995, con alcune brevi scenette che comparivano tra i trailer dei programmi.

### Cracking Adventures
Nel 2002 è stata prodotta una serie di 10 corti (della durata di 2 minuti e mezzo ciascuno), intitolata Cracking Adventures (Cracking Contraptions in inglese).
Argomento dei corti sono le bizzarre invenzioni di Wallace, una per episodio, e le reazioni di Gromit.

#### I titoli
- Carrello 13 (Shopper 13)
- Il Robochef (The Autochef)
- Auguri fatti in casa (A Christmas Cardomatic)
- Il televiscopio (The Tellyscope)
- Pupazzotron (The Snowmanotron)
- Il giubbotto anti-aggressione (The Bully Proof Vest)
- L'aspirabriciole (The 525 Crackervac)
- Il turbo ristorante (The Turbo Diner)
- La macchina addormentatrice (The Snoozatron)
- Calciomatic (The Soccamatic)

### Distribuzione
I corti sono stati distribuiti dapprima in rete e in seguito in formato VHS (edizione limitata) e DVD Regione 2 divisi in due prodotti: Le incredibili avventure di Wallace & Gromit (distribuito anche con il nome di Wallace & Gromit - Inizia l'avventura) che racchiude tre cortometraggi (I pantaloni sbagliati, Una tosatura perfetta e Una fantastica gita) e Wallace & Gromit - Il mistero dei 12 fornai assassinati che contiene il cortometraggio Questione di pane o di morte (con il titolo Il mistero dei 12 fornai assassinati) e tutte le dieci Cracking Adventures. Tutti i corti del duo sono stati successivamente inclusi nel DVD Regione 1 e infine anche nel secondo DVD dell'edizione speciale doppio DVD del film Wallace & Gromit - La maledizione del coniglio mannaro come contenuti speciali. Inoltre, sono stati trasmessi su BBC One durante il periodo natalizio del 2002.

## I film
Wallace e Gromit - La maledizione del coniglio mannaro (Wallace and Gromit: The Curse of the Were-Rabbit) , uscito nelle sale nell'ottobre 2005 nel Regno Unito e il 3 marzo 2006 in Italia, è il primo lungometraggio d'animazione del duo, e ha vinto fra gli altri premi il BAFTA come miglior film inglese e l'Oscar come miglior film d'animazione.
Wallace & Gromit - Le piume della vendetta (Wallace & Gromit: Vengeance Most Fowl)  è il secondo lungometraggio d'animazione del duo, che ha debuttato in Inghilterra su uno dei canali BBC il 25 dicembre 2024 e globalmente su Netflix; il film vede il grande ritorno del perfido pinguino criminale Feathers McGraw, antagonista principale del cortometraggio I pantaloni sbagliati e del videogioco Wallace & Gromit nel progetto del giardino zoologico.

## Curiosità
- Nick Park ha più volte negato la possibilità di sviluppare una serie televisiva su Wallace e Gromit, a causa del tempo e dello sforzo richiesti per ogni episodio.
- Nella lista dei 100 Migliori Programmi Televisivi Britannici stilata dal British Film Institute nel 2000, votata da professionisti dell'industria cinematografica, Wallace and Gromit: The Wrong Trousers si è piazzato 18º.

## Videogiochi
Nel settembre 2003 un videogioco intitolato Wallace & Gromit nel progetto del giardino zoologico (Wallace & Gromit in Project Zoo) è stato realizzato per GameCube, PlayStation 2, Xbox e Microsoft Windows.
La storia è una specie di seguito apocrifo alle vicende narrate nel cortometraggio I pantaloni sbagliati: il perfido pinguino Feathers McGraw è ancora ossessionato dai diamanti e riesce a scappare dalla gabbia dello zoo in cui era stato rinchiuso alla fine del cortometraggio; inoltre rapisce i cuccioli delle diverse specie di animali che vivono nello zoo per costringere i genitori a lavorare per lui, allo scopo di trasformare l'intero zoo in una miniera di diamanti.
Wallace e Gromit si recano allo zoo per festeggiare il compleanno di Archie, il cucciolo di orso polare da loro adottato, ma trovando lo zoo chiuso capiscono che qualcosa non funziona e, raccolti alcuni oggetti da casa, si preparano ad affrontare l'avventura.
Un secondo gioco con il duo come protagonista è stato realizzato nel 2005 per PlayStation 2 e Xbox: si tratta del gioco ufficiale del film d'animazione Wallace & Gromit - La maledizione del coniglio mannaro in cui, come nel film, i due lavorano come disinfestatori incruenti per proteggere gli orti dai famelici conigli.
Entrambi i giochi sono stati sviluppati dalla Frontier Developments con l'aiuto della Aardman, e sono dei videogiochi a piattaforme tridimensionali in terza persona con un gameplay molto simile a quello di Super Mario 64. In Project Zoo si può controllare il solo Gromit, mentre ne Curse of the Were-Rabbit si potrà cambiare personaggio a seconda delle situazioni e dei livelli di gioco, ed è prevista anche una modalità cooperativa a due giocatori.
Project Zoo è stato pubblicato dalla Bam! Entertainment, mentre Curse of the Were-Rabbit dalla Konami.
Una serie episodica di avventure basate sul duo: Wallace & Gromit's Grand Adventures sviluppata da Telltale Games è uscita il 23 Marzo 2009.

## Spin-off
Nel 2007 è stata realizzata una serie spin-off di Wallace & Gromit, con protagonista Shaun, la pecora apparsa in Una tosatura perfetta e in Shopper 13, intitolata appunto Shaun, vita da pecora (Shaun the Sheep) e prodotta anch'essa dagli studi Aardman. A sua volta anche Shaun, vita da pecora ha avuto uno spin-off, la serie Piccolo grande Timmy (Timmy Time), mentre nella primavera del 2015 è stato distribuito un film dedicato alla serie, Shaun, vita da pecora - Il film (Shaun the Sheep Movie). Un secondo film, Shaun, vita da pecora: Farmageddon - Il film (A Shaun the Sheep Movie: Farmageddon) è stato distribuito nel 2019.

## Tecnica
Le animazioni di Wallace e Gromit sono state filmate usando la vecchia tecnica di animazione della stop motion. Dopo un dettagliato storyboard e la costruzione di set e modelli in plastilina, il filmato viene ripreso un fotogramma alla volta, muovendo i modelli dei personaggi leggermente tra l'uno e l'altro per dare l'impressione di movimento nella pellicola finale. Come altre tecniche di animazione, l'animazione in stop motion in Wallace e Gromit può duplicare i fotogrammi se c'è poco movimento; talvolta, nelle scene d'azione esposizioni multiple di fotogrammi, sono utilizzate per produrre un falso effetto mosso. Poiché con questa tecnica occorrono 24 fotogrammi separati per realizzare un secondo di filmato, anche un cortometraggio di durata intorno alla mezz'ora, come A Close Shave, richiede molto tempo per essere concluso. Sembra che, riguardo alla velocità di animazione di un film di Wallace e Gromit, il ritmo di produzione sia di solito intorno ai 30 fotogrammi al giorno, cioè poco più di un secondo di film girato per ogni giorno di produzione.
La stop motion rimane uno stile di animazione molto amato, sebbene sia molto faticoso, richieda molto tempo e, con l'avvento della più moderna grafica computerizzata, non sia più largamente usato per creare effetti speciali, come in King Kong del 1933 o nelle opere di Ray Harryhausen. Ciò si deve probabilmente al successo mondiale dei cortometraggi di Wallace e Gromit e di altri film come Nightmare Before Christmas negli anni '90.
Come nei precedenti film di Nick Park, gli effetti speciali ottenuti con lo stop motion sono piuttosto pionieristici e ambiziosi. Si considerino, ad esempio, la schiuma di sapone nella scena della pulizia della finestra, i proiettili di porridge nella casa di Wallace. C'è stata anche un'esplosione in The Auto Chef, parte dei corti Cracking Contraptions. Alcuni altri effetti (in particolare il fuoco e il fumo) in Wallace & Gromit: La maledizione del coniglio mannaro si sono rivelati impossibili da ricreare in stop motion, quindi sono stati generati al computer.

### Accoglienza
Il personaggio di Gromit è stato accolto molto positivamente dalla critica. La rivista inglese Empire l'ha collocato al primo posto della sua lista dei 50 personaggi dei cartoni animati migliori della storia.
Secondo molti critici il silenzio di Gromit, assieme all'espressività della sua pantomima a volte paragonata a quella di Buster Keaton, ne fanno la perfetta "parte seria" della classica coppia comica in stile Stanlio e Ollio.

## Citazioni
Ne I Simpson, nella puntata Angry Dad: The Movie, vi è una buffa parodia di Wallace e Gromit, che vengono trasformati in Willice e Grumble nel loro nuovo cortometraggio, Better Gnomes and Gardens (Gnomi e Giardini Migliori) dove Grumble viene "trasformato" in uno gnometto di gesso. Il cortometraggio mantiene lo stile in stopmotion, dove però la casa produzione è la Chiodo Bros. Productions, Inc., non la Aardman Animations.
La NASA ha chiamato "Gromit" uno dei suoi nuovi prototipi di robot per l'esplorazione di Marte.